# Daniel Trenton
Daniel Trenton (Melbourne, 1 de março de 1977) é um ex taekwondista australiano.
Daniel Trenton competiu nos Jogos Olímpicos de 2000 e 2004, na qual conquistou a medalha de prata, em 2000.